# Vaterstetten
Vaterstetten är en kommun och ort i Landkreis Ebersberg i Regierungsbezirk Oberbayern i förbundslandet Bayern i Tyskland. 
I kommunen ingår orterna Baldham, Hergolding, Neubaldham, Neufarn, Parsdorf, Purfing, Vaterstetten och Weißenfeld. Namnet ändrades 2 maj 1978 från Parsdorf till det nuvarande.